# Varno praštevilo
Varno število (angleško safe prime) je praštevilo oblike:
{\displaystyle 2p+1\!\,,}
kjer je {\displaystyle p\,} tudi praštevilo. V obratnem pomenu je {\displaystyle p\,} praštevilo Germainove. Prva varna števila so (OEIS A005385):
5, 7, 11, 23, 47, 59, 83, 107, 167, 179, 227, 263, 347, 359, 383, 467, 479, 503, 563, 587, 719, 839, 863, 887, 983, 1019, 1187, 1283, 1307, 1319, 1367, 1439, 1487, 1523, 1619, 1823, 1907, ...
Z izjemo števila 7 je varno praštevilo {\displaystyle q\,} oblike {\displaystyle 6k-1q,} ali enakovredno q ≡ 5 (mod 6), kakor tudi {\displaystyle p>3\,}. Podobno je z izjemo števila 5 varno praštevilo {\displaystyle q\,} oblike {\displaystyle 4k-1\,} ali enakovredno q ≡ 3 (mod 4) — trivialno velja, ker mora biti vrednost {\displaystyle (q-1)/2\,} liho naravno število. S kombinacijo obeh oblik z lcm(6,4) izhaja, da mora biti varno število {\displaystyle q>7\,} tudi oblike {\displaystyle 12k-1\,} ali enakovrednos q ≡ 11 (mod 12).
Od oktobra 2012 je največje znano varno praštevilo 18543637900515 · 2666668 − 1. To praštevilo in ustrezno največje praštevilo Germainove so odkrili aprila 2012.
Konstanta neskončnega verižnega ulomka za varna praštevila je:
{\displaystyle u_{\rm {v}}=[0;5,7,11,23,47,59,83,107,167,179,227,263,\ldots ]=0,194513446624\ldots \!\,.}